# Sphinx gordius
The Apple Sphinx (Sphinx gordius) là một loài bướm đêm thuộc họ Sphingidae.

## phân phối
Nó được tìm thấy ở phần phía bắc của Hoa Kỳ và miền nam Canada, mostly phía đông của Rocky Mountains, ngoài ra nó được tìm thấy dọc theo bờ biển phía đông tới Florida và trong dãy núi Rocky đến Colorado.

## sự miêu tả
Sải cánh dài 68–108 mm.

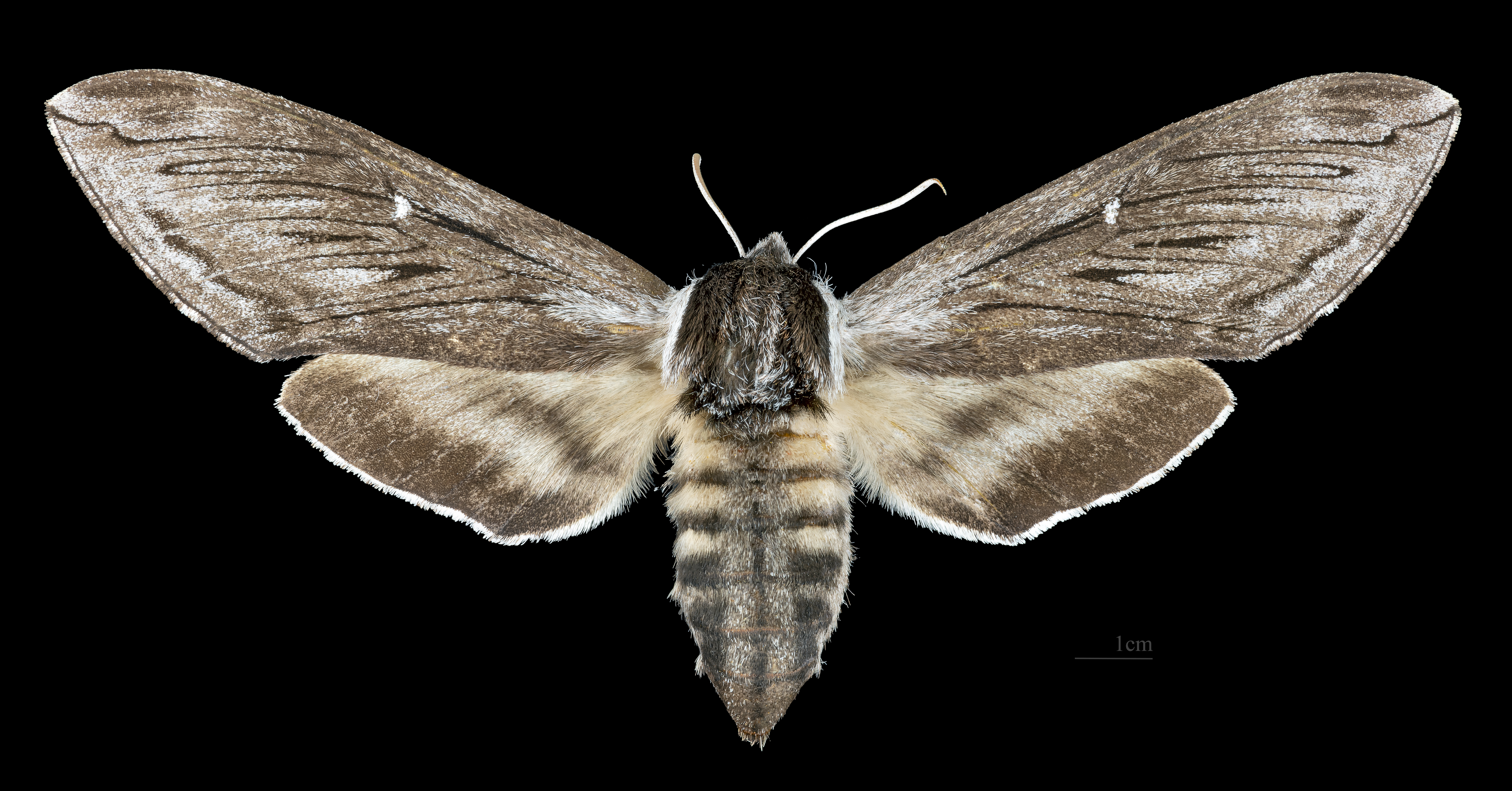
Sphinx gordius  ♀
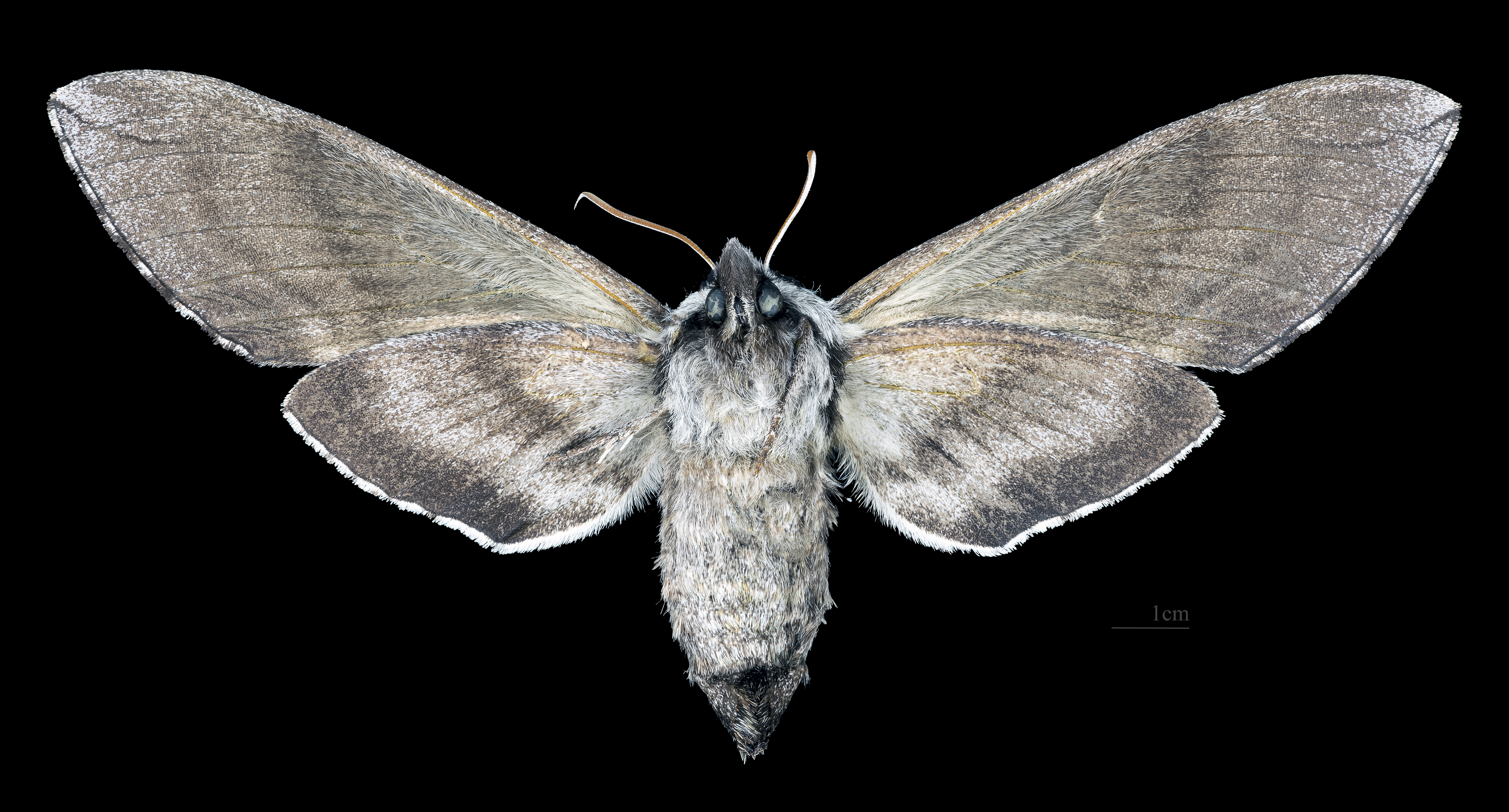
Sphinx gordius ♀ △

## sinh học
Ấu trùng ăn Malus, Rosa và Fraxinus.

## Phụ loài
- Sphinx gordius gordius
- Sphinx gordius oslari (Rothschild & Jordan, 1903) (Colorado)

## Hình ảnh

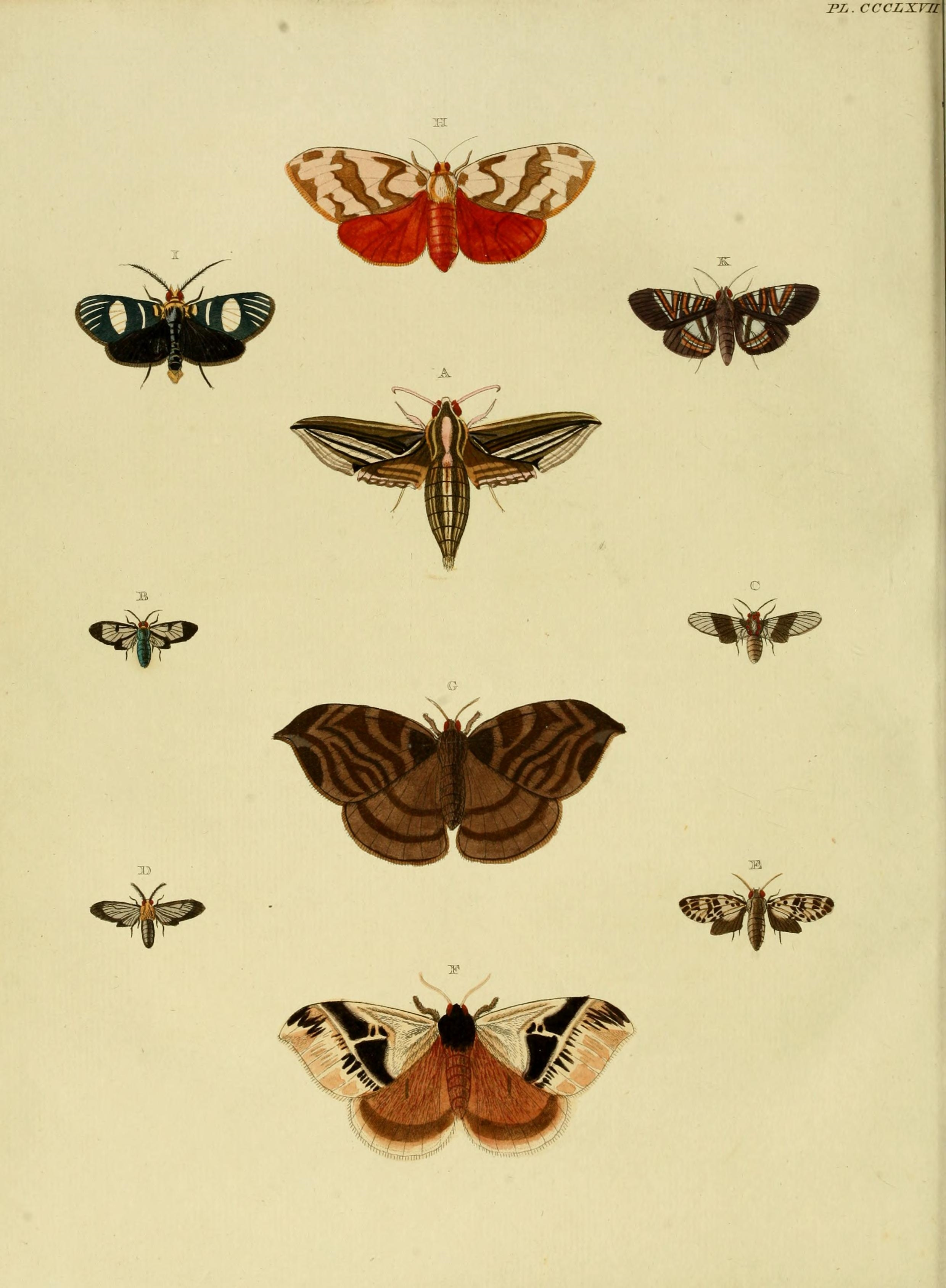